# アウグスト・フォン・クレリンク

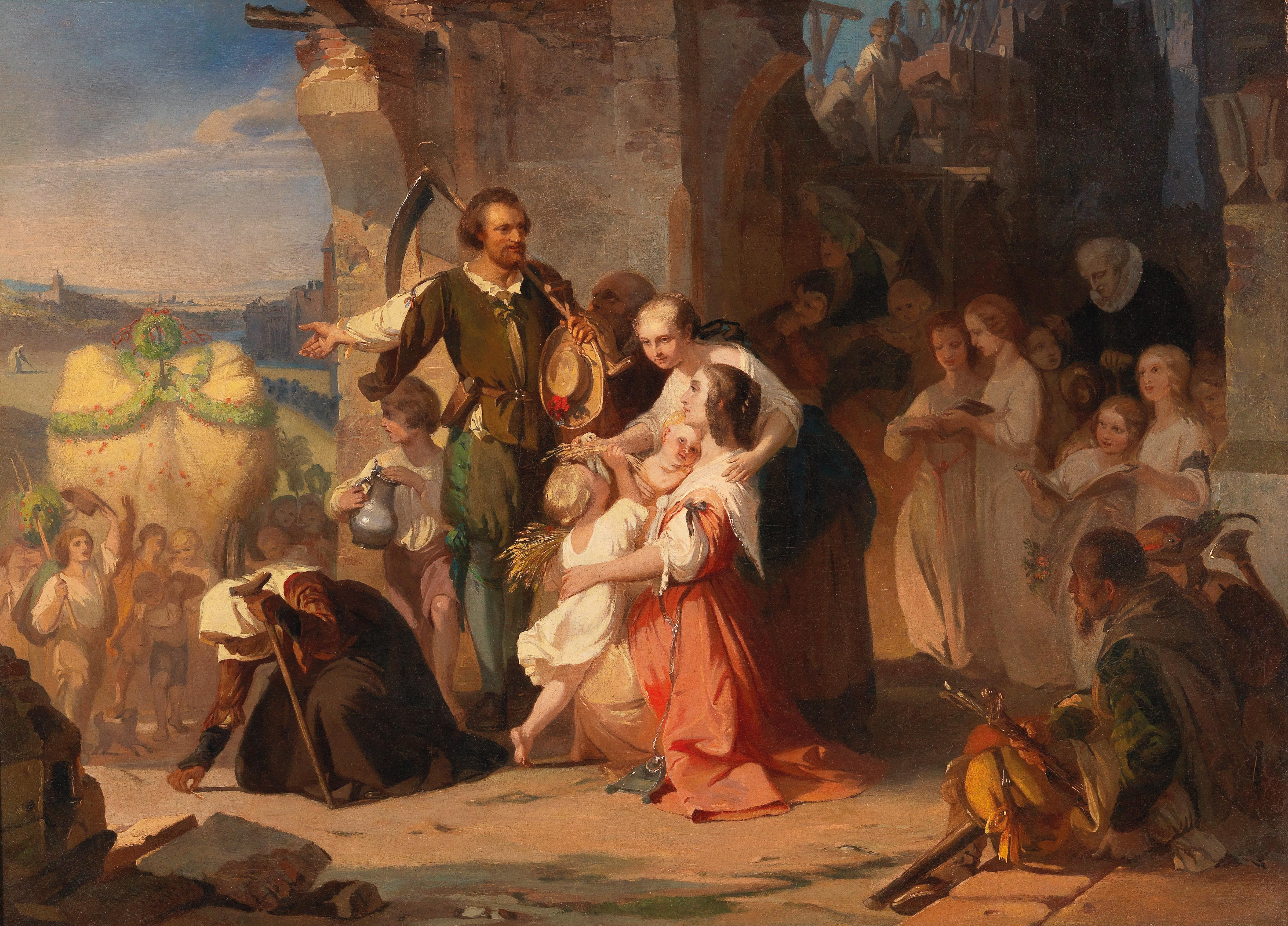
クレリンク作「30年戦争後の最初の収穫」

アウグスト・フォン・クレリンク（August von Kreling、1819年5月23日 - 1876年4月22日）はドイツの画家、彫刻家である。ニュルンベルクの工芸学校の校長を務めた。

## 略歴
現在のニーダーザクセン州のオスナブリュックに生まれた。父親はパン屋の親方だった。父親の仕事を学んだ後、16歳でオスナブリュックの高校に入学し彫刻家、画家のヨーゼフ・エルンスト・フォン・バンデル(Joseph Ernst von Bandel:　1810-1876)に美術を学んだ。バンデルの推薦で翌年、ミュンヘン美術院に移り、画家のペーター・フォン・コルネリウスや彫刻家のルートヴィヒ・シュヴァンターラに学んだが、この頃絵画をおもに制作するようになった。ハノーファーのオペラハウスの天井画を描く仕事で画壇に知られるようになった。
1847年から1848年の間はイタリアで修行し、ヴェネツィアなどで修行し、ルネッサンス期の画家パオロ・ヴェロネーゼの作品を模写して修行した。1850年にアメリカの実業家がミュンヘンの鋳造所に制作を依頼し、シンシナティに設置された大規模な噴水の彫刻「Genius des Wassers」のデザインもした。
1853年にバイエルン王マクシミリアン2世に任命されてニュルンベルクの工芸学校(Kunstgewerbeschule Nürnberg)の校長に就任した。この仕事を1873年まで続け、教育方法の近代化などを進め教育者として高く評価された。
1854年に有名な画家でミュンヘン美術院の校長のヴィルヘルム・フォン・カウルバッハの娘と結婚した。この年行われた、ニュルンベルクの王宮の修復を指揮し、多くの失われていた調度をデザインした。
1858年にリヒテンシュタイン公ヨーハン2世に依頼を受けてボヘミアの王宮(Schloss Eisgrub)の建設に関わり、内装のデザインや庭園のデザインもした。その後も地方都市などから依頼を受けて記念碑のデザインをした。
1873年に、バイエルン王ルートヴィヒ2世からバイエルン王冠功労勲章騎士十字章とマクシミリアン科学芸術勲章を受勲した。
1876年にニュルンベルクで亡くなった。息子のヴィルヘルム・クレリンク(Wilhelm Kreling: 1855 - 1937)も画家になった。

## 作品

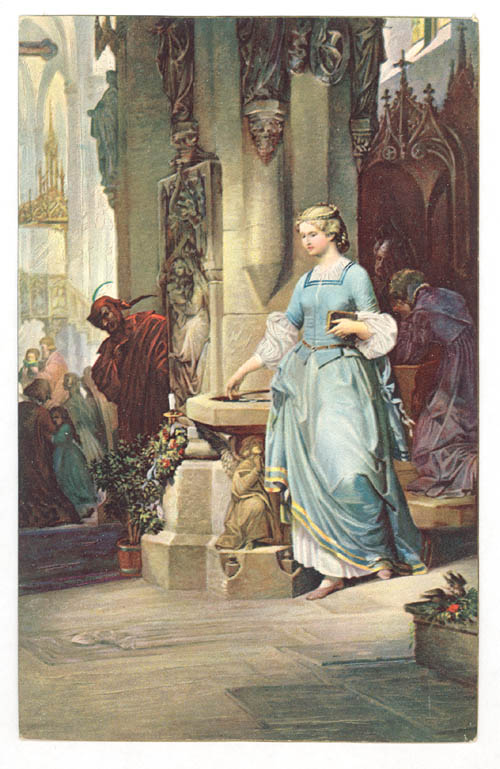
教会のグレートヒェン (ゲーテの『ファウスト』より)
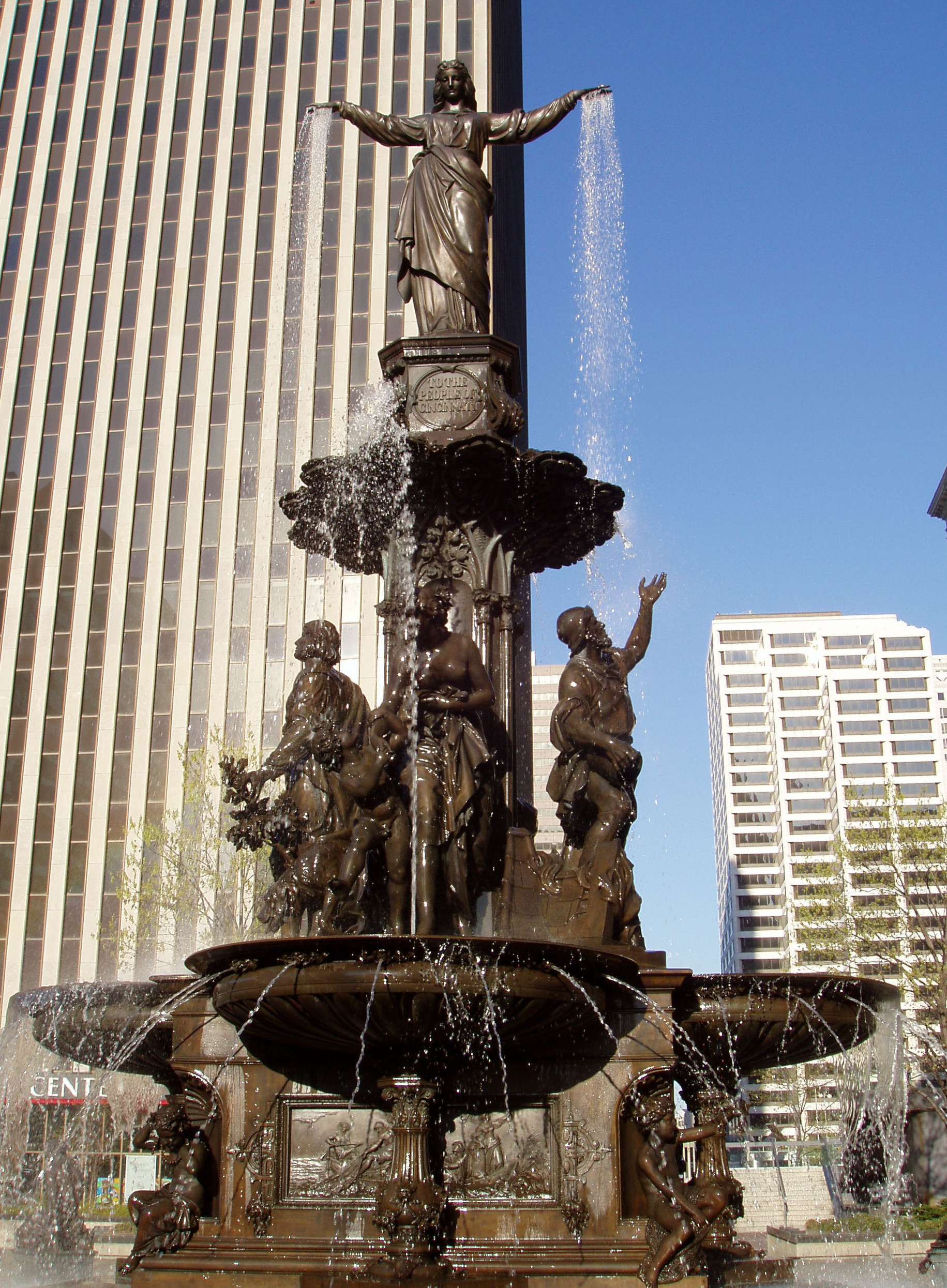
噴水の彫刻「Genius des Wassers」